# Medma

Ciudades de la Magna Grecia con la ubicación de Medma, al sur de Terina, en la costa de Calabria.

Medma (en griego, Μέδμη) fue una colonia griega de Magna Grecia. 
Tanto Tucídides como Estrabón señalan que era una colonia de Locros Epicefirios, al igual que la ciudad de Hiponio. Se conserva una inscripción de Olimpia fechada hacia 525-500 a. C. que contiene una dedicatoria de Hiponio a Locros y Medma de la que se deduce que Hiponio, aliada con Locros y Medma, participó en una guerra en la que Crotona fue derrotada. Tucídides cita una guerra de Medma e Hiponio contra su metrópoli, Locros, en el año 422 a. C. Estrabón sitúa Medma a 250 estadios del cabo Cenis, dice que desde Medma se podían ver las islas Lípari y señala que su nombre coincidía con el de una gran fuente próxima a un fondeadero llamado Emporion, cerca del río Metauro. Esta fuente no se ha identificado con seguridad aunque se ha sugerido que puede tratarse de la Fonte Santucchio.
Según Diodoro Sículo, hacia el año 396 a. C., Dionisio I de Siracusa hizo enviar 4000 medmeos, 1000 locrios y 600 mesenios a Sicilia para repoblar Mesina, que había sido destruida poco antes por los cartagineses.
Se localiza cerca de la actual Rosarno.